# 카도와키 신고
카도와키 신고(일본어: 門脇 慎剛, 1994년 7월 8일 ~ )는 일본의 배우, 가수, 탤런트로, 오사카부 출신이며, 유튜브 채널 '신신도'의 리더이다.